# All My Friends
All My Friends è un singolo del duo britannico di produzione Snakehips in collaborazione con gli artisti statunitensi Tinashe e Chance the Rapper. È stato pubblicato come un singolo il 21 ottobre 2015 dalla Sony Music UK e Columbia Records.

## Video musicale
Un video musicale per il brano è stato pubblicato il 16 novembre 2015. È stato diretto da Mister Whitmore.

## Classifiche
| Classifica (2015-16)      | Posizione massima |
| ------------------------- | ----------------- |
| Australia                 | 3                 |
| Belgio (Fiandre)          | 25                |
| Belgio (Vallonia)         | 25                |
| Danimarca                 | 34                |
| Germania                  | 67                |
| Irlanda                   | 15                |
| Italia                    | 91                |
| Norvegia                  | 25                |
| Nuova Zelanda             | 2                 |
| Regno Unito               | 5                 |
| Stati Uniti               | 103               |
| Stati Uniti (R&B/Hip-Hop) | 36                |
| Svezia                    | 55                |
| Svizzera                  | 54                |